# ساکائه-کو، یوکوهاما
ساکائه-کو (به لاتین: Sakae-ku) یک منطقهٔ مسکونی در ژاپن است که در یوکوهاما واقع شده‌است. ساکائه-کو ۱۸٫۵۵ کیلومتر مربع مساحت و ۱۲۴٬۸۴۵ نفر جمعیت دارد.